# Kawagoe (Mie)
Kawagoe (川越町?, Kawagoe-chō) è una cittadina giapponese della prefettura di Mie.